# ブラマヨとゆかいな仲間たち アツアツっ!
『ブラマヨとゆかいな仲間たち アツアツっ!』（ブラマヨとゆかいななかまたち アツアツっ!）は、テレビ朝日で放送されていたバラエティ番組である。司会のブラックマヨネーズにとっては東京で初の冠番組となる。

## 背景
2010年7月9日に特別番組『ブラマヨとゆかいな仲間たち〜関係図トークバラエティー〜』として放送された。同年10月から『お願い!ランキング』の月曜コーナー企画「お願い!企画ファーム」内で放送されるようになった。この放送が好評を博したことからレギュラー化が決定、レギュラー化に際して番組名に「アツアツっ!」が付け加えられた。スタッフは、『お願い!ランキング』『いきなり!黄金伝説。』と共通している。

## 内容
単発特番では、「関係図トークバラエティ」をテーマに、ゲストとトークを展開しつつ関係図を制作する内容だった。
レギュラー版では、ブラマヨとゲストがお互いにトークテーマを出し合う。トーク終了後に「どれだけ熱いトークだったか」を観客による温度判定（最高100℃）で判定、80℃を下回った場合はトークの温度を下げた張本人が罰として強烈なしっぺを受ける。
当初は純粋なトーク番組だったが放送リストにあるように不定期にロケ企画を放送することがある。ブラマヨがロケに参加していない場合はワイプで観覧という形で参加する。
ゲストに関しては、当初はお笑い芸人に固定されていたが、その後は芸人だけでなく幅広いジャンルのゲストが出演した。

## 主なコーナー
ワケあり芸人お悩み相談場
文字通り、悩みを持つ芸人（ほとんどの場合は「売れない」「知名度がない」系統）がその悩みをブラマヨに打ち明けて回答を得るコーナー。このコーナーでのマンボウやしろの悩みに対する回答から、後述の「アツアツっ!サイコロ運だ飯!」「マンボウやしろのアツアツ黒ひげ旅」が誕生した。
今夜もとことん話さん会～芸人だらけのアツアツ大討論～
芸人に纏わるある一つのテーマに対して討論を交わす。討論前と討論後で観客のアンケートを集計する。
アツアツっ!サイコロ運だ飯!
高級飲食店にて食事を注文、注文の度にサイコロを振って1が出たら「上がり」として会計をせずに済み、その後は会計の心配をせずに好きな物を注文することができる。それを繰り返していき、最後まで1を出せなかった人物が合計額分のサイコロを自腹で購入しなければならない。ただし最後まで1を出せなかった人物は「泣きのワンチャンス」としてもう一度サイコロを振る権利が与えられ、そこで1が出れば、最初に上がった人物が払わなければならない。
元々は「ワケあり芸人お悩み相談場」でのマンボウやしろへの回答から誕生した派生企画で、「サイコロを振って1が出たら好きな食事を、2 - 6の場合は番組が指定した物しかその日は食べられない」と言うルールでのマンボウやしろの1ヶ月の生活を密着したもの。
黒ひげ旅
2012年10月14日・21日の2週連続で「マンボウやしろのアツアツ黒ひげ旅」を放送したのち、2013年1月の昼SPから現行タイトルに。
こちらも派生企画。街行く美女に声をかけ、黒ひげ危機一発のナイフを1本ずつ刺してもらう。黒ひげが飛び出さなければセーフとしてその日もらえる旅費の額が増え、成功すればするほどその額は増えて行く。最高30万円までチャレンジ出来、パスをすればその時点での旅費をもらえる。得た旅費の残額は次の日の正午を以て回収される。黒ひげが飛び出すとその日の旅費は支給されず、自ら宿探しをし交渉できればその人の宿に泊まることができるが、最悪最後まで見つからなかった場合は野宿と食事抜きを強いられる。
旅費は最初の4本が500円増し（0円→500円→1000円→1500円→2000円）、次の8本が1000円増し（2000円→3000円→4000円→…8000円→9000円→1万円）、次の9本が1万円増し（1万円→2万円→3万円→…8万円→9万円→10万円）、最後の2本が10万円増し（10万円→20万円→30万円）となる。
2013年5月18日にはこの企画のみのゴールデン2時間SP（18:56 - 20:54）を放送した。
吉田の偏見は解消できるのか!?
「銀座の美人ママ」「若手IT社長」など7名を呼び、吉田の偏見をお題形式でぶつける企画。
吉田の偏見が正しかった場合は「見てみぃ」、間違っていた場合は「すまん!」と吉田が叫ぶSEが出るボタンを押す。後に女性ゲストに甘えるSEが出るボタンも追加された。

## ネット局と放送時間

### 特別番組時代
| 放送対象地域   | 放送局                   | 系列           | 放送日時                    | 放送日の遅れ |
| -------------- | ------------------------ | -------------- | --------------------------- | ------------ |
| 関東広域圏     | テレビ朝日（EX）         | テレビ朝日系列 | 2010年7月9日 23:15 - 翌0:15 | 制作局       |
| 北海道         | 北海道テレビ（HTB）      | テレビ朝日系列 | 2010年7月9日 23:15 - 翌0:15 | 同時ネット   |
| 青森県         | 青森朝日放送（ABA）      | テレビ朝日系列 | 2010年7月9日 23:15 - 翌0:15 | 同時ネット   |
| 岩手県         | 岩手朝日テレビ（IAT）    | テレビ朝日系列 | 2010年7月9日 23:15 - 翌0:15 | 同時ネット   |
| 宮城県         | 東日本放送（KHB）        | テレビ朝日系列 | 2010年7月9日 23:15 - 翌0:15 | 同時ネット   |
| 秋田県         | 秋田朝日放送（AAB）      | テレビ朝日系列 | 2010年7月9日 23:15 - 翌0:15 | 同時ネット   |
| 山形県         | 山形テレビ（YTS）        | テレビ朝日系列 | 2010年7月9日 23:15 - 翌0:15 | 同時ネット   |
| 福島県         | 福島放送（KFB）          | テレビ朝日系列 | 2010年7月9日 23:15 - 翌0:15 | 同時ネット   |
| 新潟県         | 新潟テレビ21（UX）       | テレビ朝日系列 | 2010年7月9日 23:15 - 翌0:15 | 同時ネット   |
| 長野県         | 長野朝日放送（abn）      | テレビ朝日系列 | 2010年7月9日 23:15 - 翌0:15 | 同時ネット   |
| 石川県         | 北陸朝日放送（HAB）      | テレビ朝日系列 | 2010年7月9日 23:15 - 翌0:15 | 同時ネット   |
| 中京広域圏     | メ〜テレ（NBN）          | テレビ朝日系列 | 2010年7月9日 23:15 - 翌0:15 | 同時ネット   |
| 広島県         | 広島ホームテレビ（HOME） | テレビ朝日系列 | 2010年7月9日 23:15 - 翌0:15 | 同時ネット   |
| 山口県         | 山口朝日放送（yab）      | テレビ朝日系列 | 2010年7月9日 23:15 - 翌0:15 | 同時ネット   |
| 香川県・岡山県 | 瀬戸内海放送（KSB）      | テレビ朝日系列 | 2010年7月9日 23:15 - 翌0:15 | 同時ネット   |
| 愛媛県         | 愛媛朝日テレビ（eat）    | テレビ朝日系列 | 2010年7月9日 23:15 - 翌0:15 | 同時ネット   |
| 福岡県         | 九州朝日放送（KBC）      | テレビ朝日系列 | 2010年7月9日 23:15 - 翌0:15 | 同時ネット   |
| 長崎県         | 長崎文化放送（NCC）      | テレビ朝日系列 | 2010年7月9日 23:15 - 翌0:15 | 同時ネット   |
| 熊本県         | 熊本朝日放送（KAB）      | テレビ朝日系列 | 2010年7月9日 23:15 - 翌0:15 | 同時ネット   |
| 大分県         | 大分朝日放送（OAB）      | テレビ朝日系列 | 2010年7月9日 23:15 - 翌0:15 | 同時ネット   |
| 鹿児島県       | 鹿児島放送（KKB）        | テレビ朝日系列 | 2010年7月9日 23:15 - 翌0:15 | 同時ネット   |
| 沖縄県         | 琉球朝日放送（QAB）      | テレビ朝日系列 | 2010年7月9日 23:15 - 翌0:15 | 同時ネット   |
| 静岡県         | 静岡朝日テレビ（SATV）   | テレビ朝日系列 | 2010年7月9日 23:45 - 翌0:45 | 同日30分遅れ |
| 近畿広域圏     | 朝日放送（ABC）          | テレビ朝日系列 | 2010年9月18日 1:34 - 2:34   | 71日遅れ     |
| 鳥取県・島根県 | 日本海テレビ（NKT）      | 日本テレビ系列 | 2010年9月25日 15:00 - 16:00 | 78日遅れ     |

### レギュラー版
| 放送地域       | 放送局                 | 系列                          | 放送日時                                   | 放送開始日     | 放送日の遅れ |
| -------------- | ---------------------- | ----------------------------- | ------------------------------------------ | -------------- | ------------ |
| 関東広域圏     | テレビ朝日（EX）       | テレビ朝日系列                | 日曜 2:15 - 2:45（土曜深夜）               | 2011年4月10日  | 制作局       |
| 福岡県         | 九州朝日放送（KBC）    | テレビ朝日系列                | 火曜 1:45 - 2:15（月曜深夜）               | 2011年4月26日  | 遅れネット   |
| 愛媛県         | 愛媛朝日テレビ（eat）  | テレビ朝日系列                | 日曜 0:45 - 1:15（土曜深夜）               | 2011年5月1日   | 遅れネット   |
| 熊本県         | 熊本朝日放送（KAB）    | テレビ朝日系列                | 金曜 1:15 - 1:45（木曜深夜）               | 2011年6月2日   | 遅れネット   |
| 福島県         | 福島放送（KFB）        | テレビ朝日系列                | 日曜 0:30 - 1:00（月曜深夜）               | 2011年7月3日   | 遅れネット   |
| 中京広域圏     | メ〜テレ（NBN）        | テレビ朝日系列                | 火曜 0:20 - 0:50（月曜深夜）               | 2013年1月11日  | 遅れネット   |
| 近畿広域圏     | 朝日放送（ABC）        | テレビ朝日系列                | 日曜 1:15 - 2:15（土曜深夜） （2回分放送） | 2011年8月4日   | 遅れネット   |
| 香川県・岡山県 | 瀬戸内海放送（KSB）    | テレビ朝日系列                | 木曜 0:20 - 0:50（水曜深夜）               | 2011年10月6日  | 遅れネット   |
| 静岡県         | 静岡朝日テレビ（SATV） | テレビ朝日系列                | 土曜 16:55 - 17:25                         | 2011年10月6日  | 遅れネット   |
| 鹿児島県       | 鹿児島放送（KKB）      | テレビ朝日系列                | 金曜 1:15 - 1:45（木曜深夜）               | 2011年10月7日  | 遅れネット   |
| 大分県         | 大分朝日放送（OAB）    | テレビ朝日系列                | 木曜 1:20 - 1:50（水曜深夜）               | 2011年11月17日 | 遅れネット   |
| 青森県         | 青森朝日放送（ABA）    | テレビ朝日系列                | 火曜 1:15 - 1:45（月曜深夜）               | 2012年4月3日   | 遅れネット   |
| 福井県         | 福井放送（FBC）        | 日本テレビ系列 テレビ朝日系列 | 木曜 0:59 - 1:30（水曜深夜）               | 2013年4月4日   | 遅れネット   |
| 岩手県         | 岩手朝日テレビ（IAT）  | テレビ朝日系列                | 金曜 1:40 - 2:10（木曜深夜）               | 2013年4月19日  | 遅れネット   |
| 山口県         | 山口朝日放送（YAB）    | テレビ朝日系列                | 火曜 0:45 - 1:15（水曜深夜）               | 開始日不明     | 遅れネット   |
| 宮城県         | 東日本放送（KHB）      | テレビ朝日系列                | 火曜 1:26 - 1:56（月曜深夜）               | 2014年4月1日   | 遅れネット   |
| 秋田県         | 秋田朝日放送（AAB）    | テレビ朝日系列                | 金曜 0:40 - 1:20（木曜深夜）               | 2014年4月4日   | 遅れネット   |
| 長崎県         | 長崎文化放送（NCC）    | テレビ朝日系列                | 木曜 1:21 - 1:51（水曜深夜）               | 不明           | 遅れネット   |
| 沖縄県         | 琉球朝日放送（QAB）    | テレビ朝日系列                | 金曜 1:45 - 2:15（木曜深夜）               | 不明           | 遅れネット   |

### 過去のネット局
- 日本海テレビ（NKT、2013年1月 - 9月）
- 北海道テレビ放送（HTB）
- 北陸朝日放送（HAB、2011年6月3日 #1 - 2015年9月25日 #210、2016年1月14日 #215 - 2016年8月02日 #232[注 7]）
- 新潟テレビ21（UX、2011年6月29日 - 2014年9月28日[注 8]）

### 放送時間の変遷
| 期間       | 期間       | 放送曜日         | 放送時間（日本時間） |
| ---------- | ---------- | ---------------- | -------------------- |
| 2011.04.10 | 2012.04.01 | 日曜（土曜深夜） | 1:55 - 2:25（30分）  |
| 2012.04.08 | 2012.09.30 | 日曜（土曜深夜） | 2:00 - 2:30（30分）  |
| 2012.10.07 | 2016.04.02 | 日曜（土曜深夜） | 2:15 - 2:45（30分）  |

## スタッフ
- ナレーター：立木文彦
- 構成：樋口卓治、小杉四駆郎
- TD：斉藤紘志（以前は、カメラ）
- カメラ：廣瀬義幸（以前は、TD）
- 映像：東那美（以前は、カメラ）
- 音声：鈴木謙介
- 照明：松山努
- 技術協力：テイクシステムズ、共立
- 美術：小山晃弘
- デザイン：近藤千春
- 美術進行：廣澤陽子・三木晴加（テレビ朝日クリエイト）
- 大道具：大窪学
- 装飾：對馬淳一（テルミック）
- 編集：里慶太郎（IMAGICA）
- MA：奴賀貴幸（IMAGICA）
- 音効：波多野精二 （ラビットムーンオフィス）
- TK：中里優子（M&M）
- 制作協力：吉本興業、東通企画
- 宣伝：望野智美
- デスク：北谷みづき
- 編成：瀧川恵
- 制作スタッフ：阪口悠樹、新居隆真、上村優弥
- AP：脇元皓暉、中尾まなみ
- ディレクター：馬場省吾、前田匡寛
- プロデューサー：三浦靖雄（以前は、AP・ディレクター）、中田美津子、白髭晋二
- ゼネラルプロデューサー：本部純（2013年7月6日 - 以前は、プロデューサー）
- 制作著作：テレビ朝日

### 過去のスタッフ
- 構成：鈴木おさむ
- TD：太田憲治
- カメラ：福原正之
- 映像：山田由香
- 音声：平井保、林田群士
- 美術進行：高崎絵織（テレビ朝日クリエイト）
- 大道具：池田勝紀、小暮匠
- 編集：森川隆孝
- 編成：遠藤華子、荒井祥之、松瀬俊一郎、柳井寛史、田中真由子
- デスク：永野智子
- 制作スタッフ：笹田和宏、茸田祐也、上野裕也、堀越玲央、石毛杏奈、渡邉達也、高野彩香、木村太輔
- アシスタントプロデューサー：中原隆二、松生藍、樋口将規
- ディレクター：奥村篤人、薮原涼介、岩津匡洋、三枝健介、鳥越一夫、川添浩平、嶋中一人
- プロデューサー：渡辺章太郎、稲冨聡
- プロデューサー・演出：友寄隆英
- ゼネラルプロデューサー：奥川晃弘